# Zostérops de Truk
Rukia ruki
Espèce
Statut de conservation UICN

 EN C2a(ii) : En danger
Le Zostérops de Truk (Rukia ruki) est une espèce de passereau appartenant à la famille des Zosteropidae. C'est une espèce monotypique, endémique de l'île de Tol, dans les États fédérés de Micronésie. Il est menacé par la perte de son habitat, les forêts de l'anacardiacée Semecarpus kraemeri (en).